# 黑長腳鷸
黑長腳鷸（學名：Himantopus novaezelandiae）是一種反嘴鹬科中的大形涉禽，是紐西蘭的特有種。其种加词“novaezealandiae”意为“新西兰的”。成鳥約40厘米長。牠們的足紅色而且相當長，並有一個黑色長而薄的喙及獨有的混身黑色的羽毛。亞成鳥則有白色的胸、頸及頭羽，唯獨眼睛附近有黑色的羽色。
從有紀錄開始其數目一直劇減，由過千隻到1981年達紀錄性的23隻成鳥。量身訂造的保育運動令其數量回復至相對健康的數目，但由於族群數目前仍未達致自行繁衍的階段，因此IUCN仍將此種列為極危物種，表示其滅絕的威脅仍然未除。

## 生態及保育
紐西蘭的水力發電設施已有超過100年的歷史，並為該國持續提供超過一半以上的國民用電。但改變河道及修築堤壩等工程對生活於河流上的原生生物造成一定影響的破壞。加上入侵物種的持續騷擾，最主要是外來的哺乳類動物如鼬科中的白鼬及家貓等，對缺乏天敵的紐西蘭鳥類造成相當沉重的打擊。與近似種黑翅长脚鹬的雜交現象也大幅減少了此物種過去的種群數目。
即使經歷了超過20年密集的保育活動，黑長腳鷸仍被視為世界上其中一種最稀有的涉禽。當中其數目在1981年達到最低谷——全球只剩下23只成鳥。圈養繁殖（Captive breeding）成為最重要的保育方法。截至2009年，黑長腳鷸的數目約為200只，估計當中有超過一半是透過每年釋放到自然環境的圈養個體。由於目前種群的數目仍然十分少，即使在建立了沒有捕獵者的棲息地後，圈養繁殖所野放的個體仍然是最重要的種群生力軍。黑長腳鷸僅在紐西蘭南部的麥肯奇盆地（Mackenzie Basin）上繁殖。而且與其他涉禽不同，牠們會在麥肯奇盆地過冬而非遷徙到較溫暖的地方上。約2至3年後達至性成熟。

## 水力發電設施的影響
由於黑長腳鷸主要在南島瓣狀河川（braided river）上築巢，當紐西蘭政府要開發水力發電時，許多流域被改建成運河，新的水壩不斷改變原來的河流流態，令黑長腳鷸的繁殖大受影響。
在懷塔基河（Waitaki River）上流的電力發展計劃對其的存活有明顯的影響，目前已有不少方案以紓緩對此鳥的影響。
已知河床的水位高度對黑長腳鷸數目有明顯影響。例如人工湖本莫爾湖的水位高度會影響流入河流的三角洲的高度，從而影響黑長腳鷸的種群數目。

## 外部連結
- 黑長腳鷸復育計劃 （页面存档备份，存于） - 載於紐西蘭保育部
- 國際鳥盟的介紹 （页面存档备份，存于）
- ARKive上的圖片